# Hilișeu-Crișan, Botoșani
Hilișeu-Crișan este un sat în comuna Hilișeu-Horia din județul Botoșani, Moldova, România.
În satul Hilișeu-Crișan există o biserică unicat în Europa: Biserica cu hramul „Adormirea Maicii Domnului”. Aceasta a fost construită în anul 1802 pe cheltuiala boierului, stăpânul de atunci a moșiei, V. Curt. Deasupra ușii de intrare, sub o serie de sculpturi florale, se află săpat în ușorul ușii „1902, mai 21”. Biserica își trage ființa de la un schit vechi de călugărițe ce era pe vremuri aici, în mijloc de codru. Cine și când s-a ridicat acest schit, nu se știe. Biserica se află situat în câmp între Hilișeu-Horia și Hilișeu-Crișan, la 2 km distanță de fiecare sat, în apropiere de pădurea „Călugărița”. Intrarea în curtea bisericii se face pe un drum mic prin partea de miazănoapte. Curtea împrejmuită cu gard de ostrețe are în interior plantație de arbori. Tot în curte, la răsărit de biserică se află clopotnița. Corpul construcției este din zidărie de cărămidă,pe temelie de piatră, de formă pătrată, formată dintr-un singur rând. Această clopotniță este fondată de către Ana Curt, născută Berneasa, în anul 1832.
În rând cu clopotnița se află un monument cu caracter religios; pe un soclu de piatră se ridică chipul Mântuitorului între doi îngeri, în dreapta și stânga pe coama zidurilor, chipurile apostolilor, figurile sculptate în piatră. Monumentul este în genul monumentelor similare din Apus și poartă caracteristicile artei romanice. Corpul bisericii este format din bârne de lemn pe fundație și soclu de piatră, în partea răsăriteană socului se ridică la 1,5m. Acoperișul în șarpantă, coama țuguiată, cu poalele strașinei prelungite în afară la 1,5m pentru apărarea pereților. Deasupra neaoșului se înalță o turlă de lemn decorativă. Biserica, deși construită în 1802, face parte din tipul bisericilor moldovenești construite din lemn, dinaintea epocii decadente.
Intrarea în biserică se face prin partea de miazăzi. Pridvorul este lucrat din bârne de stejar, ușa de la intrare lucrată din lemn de stejar, cu barda.
Pronaosul mic, despărțit de nace printr-o serie de stâlpi de stejar care susțin bolta, naosul dreptunghiular, ferestrele așezate lateral și la înălțime de peste 3 m, acoperișul naosului, boltă în plin centrul, forma fundului de corabie. Pereții tencuiți și văruiți, în pronaos, în partea de miazănoapte, se află mormântul ctitorului. Altarul despărțit de naos printr-o frumoasă catapeteasmă din lemn de tei, are formă semicirculară, la răsărit, sus o fereastră în părțile laterale ale bisericii câte o ușă. În pridvor, pe ușorii ușii de intrare, se vede o sculptură originală făcută de meșterul respectiv: cinci rozete de ornament. Tot în pridvor se vede frumos sculptat acele figuri fantastice, ornamente frecvente la bisericile vechi „doi balauri”.
În naos se află amvonul sculptat și ornamentat cu icoane. Catapeteasma bisericii lucrată din lemn de tei este formată din șapte rânduri de icoane. 
Icoanele sunt încadrate în coloane cilindrice cu baza și capitelul frumos profilate, cu sculpturi vegetale, ramuri, frunze și strugurei poleite cu aur. 
Icoanele sfinților sunt pictate în stil bizantin.
Strana Maicii Domnului cu icoana de argint are o inscripție sus: „Adormirea Prea Sfintei Născătoarei de Dumnezeu”, iar jos: „Această sfântă icoană s-a făcut de robii lui Dumnezeu Alexandru, Anica și fiul lor George, familia Curt, anul 1854 martie 11 zile”.
Deși biserica nu are înfățișarea bisericilor mari de catedrală, cu forme suple, totuși prin podoabele sale, catapeteasma, icoanele, ba chiar și prin forma ei modestă de bisericuță veche, insuflă credincioșilor acea cucernicie de înaltă spiritualitate.